# Rose McIver
Frances Rose McIver (Auckland, 10 de octubre de 1988) es una actriz neozelandesa, conocida por sus actuaciones en las películas The Piano, The Lovely Bones en la serie Power Rangers RPM donde interpretó a Summer , la Ranger Amarilla y en la serie de The CW iZombie donde interpretó a la médico forense zombi Olivia "Liv" Moore durante 5 temporadas.

## Biografía
Es hija de Mac (un fotógrafo) y Annie McIver (una artista). Su hermano mayor es el actor y músico Paul McIver. 
Rose estudió ballet y jazz. Asistió al Avondale College de donde se graduó en el 2006. Actualmente asiste a la Universidad de Auckland.
Es buena amiga de las actrices Adelaide Kane, Fleur Saville y Olivia Tennet.
En 2023 se casó con George Byrne, su pareja desde hace 6 años. El 7 de enero de 2024 confirmó su primer embarazo en la ceremonia de los Golden Globes.

## Carrera
Rose ha participado en varias sesiones de fotos para el fotógrafo profesional Tyler Shields.
Desde los dos años comenzó su carrera, participó en diversos anuncios y a los tres años obtuvo el papel de Ángel en la película de drama y romance The Piano. 
En 1994 apareció en las series de Hércules y Xena, donde interpretó a Ilea y Daphne, respectivamente.
Ha trabajado en varias series de televisión de Nueva Zelanda como la serie de fantasía Maddigan's Quest y el drama Rude Awakenings. También participó en la película Maiden Voyage y en Hercules: The Legendary Journeys, donde interpretó a la hija de Hércules, Ilea. 
En 2003 apareció en la película de Disney Channel Eddie's Million Dollar Cook-Off, y en 2007 en Johnny Kapahala: Back on Board, donde interpretó a Valerie.
En 2009 interpretó a la Ranger Amarilla Summer Landsdown en la serie de televisión Power Rangers RPM. 
Su gran debut fue ese mismo año cuando se unió al elenco de la película de Peter Jackson, The Lovely Bones donde interpretó a Lindsey Salmon, la hermana de Susie Salmon, quien fue asesinada y ve las acciones de su familia y asesino desde el cielo.
Ese mismo año también apareció en la serie Legend of the Seeker, donde interpretó a Alice, nana y amiga de Kahlan al final de la primera temporada.
En 2010 apareció en la película Predicament, donde interpretó a Maybelle Zimmerman, la película está basada en la novela de Ronald Hugh Morrieson. También interpretó a Izzy, la diabólica mejor amiga de Mia (interpretado por Chelsie Preston Crayford) en la puesta en escena That Face.
En 2011 apareció en la película para la televisión Tangiwai: A Love Story donde interpretó a Nerissa Love, la prometida del jugador de cricket neozelandés Bob Blair (Ryan O'Kane), quien muere en un accidente de tren. La película se basó en el mayor desastre sucedido en Nueva Zelanda en 1953 en Tangiwai en donde 151 personas murieron y dejó a más de 285 pasajeros heridos.
Ese mismo año apareció como invitada en dos episodios de la serie cómica Super City, donde interpretó a la porrista Candice.
En 2012 se anunció que Rose se había unido al elenco principal de la serie Cassandra French's Finishing School for Boys donde daría vida a Cassie, sin embargo la serie no fue escogida para ser lanzada, en la serie aparecería junto al actor Steve Talley.
En 2013 apareció en la película Light Years donde interpretó a Charlotte junto a Jessica Szohr, Peter Gallagher y Chris Lowell. También se unirá elenco recurrente de la nueva serie Masters of Sex donde interpretará a Vivian Scully, la hija del rector de la universidad Barton Scully (Beau Bridges) y Margaret Scully (Allison Janney). La serie estará basada en el libro "Masters of Sex: The Life and Times of William Masters and Virginia Johnson".
Ese mismo año apareció como personaje recurrente en la tercera temporada de la serie norteamericana Once Upon a Time donde dará vida al hada Tinker Bell.
En marzo de 2014 se anunció que sería la protagonista de la serie de televisión iZombie donde interpreta a Olivia "Liv" Moore, una estudiante de medicina que es convertida en zombi.
En mayo de 2017 se anunció que Rose se había unido al elenco principal de Brampton’s Own.

## Filmografía

### Películas
| Año  | Título                                | Personaje          | Notas                                                                              |
| ---- | ------------------------------------- | ------------------ | ---------------------------------------------------------------------------------- |
| 2019 | A Christmas Prince: The Royal Baby    | Amber Moore        | junto a Ben Lamb & Alice Krige                                                     |
| 2018 | A Christmas Prince: The Royal Wedding | Amber Moore        | junto a Ben Lamb & Alice Krige                                                     |
| 2017 | A Christmas Prince                    | Amber Moore        | junto a Ben Lamb & Alice Krige                                                     |
| 2017 | Brampton’s Own                        | -                  | junto a Alex Russell, Scott Porter, Spencer Grammer, John Getz y Jean Smart        |
| 2015 | Mattresside                           | Sue                | corto - junto a Jennifer Morrison, Dean Chekvala, Gates McFadden & Judy Kerr       |
| 2014 | Petals on the Wind                    | Cathy Dollanganger | junto a Wyatt Nash, Heather Graham, Ellen Burstyn & Will Kemp                      |
| 2014 | The Answers                           | Paige              | corto - junto a Daniel Lissing                                                     |
| 2014 | Warning Labels                        | Jessie             | corto - junto a Karen Gillan, Josh Lawson & Eric Christian Olsen                   |
| 2013 | Light Years                           | Charlotte          | junto a Jessica Szohr, Peter Gallagher & Chris Lowell                              |
| 2013 | Blinder                               | Sammy Walton       | junto a Anna Hutchison & Oliver Ackland                                            |
| 2011 | Tangiwai: A Love Story                | Nerissa Love       | junto a Ryan O'Kane & Miranda Harcourt                                             |
| 2010 | Predicament                           | Maybelle Zimmerman | junto a Hayden Frost, Heath Franklin & Jemaine Clement                             |
| 2009 | The Lovely Bones                      | Lindsey Salmon     | junto a Saoirse Ronan, Mark Wahlberg, Susan Sarandon, Rachel Weisz & Stanley Tucci |
| 2008 | So Fresh So Keen                      | Sally Poste        | corto - junto a Joshep Farris                                                      |
| 2007 | Johnny Kapahala: Back on Board        | Valerie            | junto a Jake T. Austin, Brandon Baker, Robyn Lively & Cary-Hiroyuki Tagawa         |
| 2007 | Knickers                              | Emily              | corto - junto a Morgana O'Reill & Benedict Wall                                    |
| 2004 | Maiden Voyage                         | Jenny              | junto a Casper Van Dien & Danielle Cormack                                         |
| 2003 | Eddie's Million Dollar Cook-Off       | Hannah             | junto a Reiley McClendon                                                           |
| 2002 | Murder in Greenwich                   | Sheila McGuire     | junto a Christopher Meloni, Maggie Grace & Robert Forster                          |
| 2002 | Toy Love                              | Lucy               | junto a Dean O'Gorman                                                              |
| 2001 | Ozzie                                 | Caitlin            | junto a Rachel Hunter & Spencer Breslin                                            |
| 1998 | Flying                                | Josie              | junto a Bruce Hopkins                                                              |
| 1997 | Topless Women Talk About Their Lives  | Sally              | junto a Danielle Cormack, Joel Tobeck & Willa O'Neill                              |
| 1994 | Hercules in the Maze of the Minotaur  | Ilea               | junto a Kevin Sorbo, Michael Hurst & Paul McIver                                   |
| 1994 | Hercules in the Underworld            | Ilea               | junto a Kevin Sorbo, Michael Hurst, Tim Balme & Paul McIver                        |
| 1994 | Hercules and the Amazon Women         | Joven/Hydra        | junto a Kevin Sorbo, Lucy Lawless & Michael Hurst                                  |
| 1993 | The Piano                             | Angel              | junto a Sam Neill, Anna Paquin, Harvey Keitel & Holly Hunter                       |

### Series de televisión
| Año               | Título                                       | Personaje          | Notas                         |
| ----------------- | -------------------------------------------- | ------------------ | ----------------------------- |
| 2021 - presente   | Ghosts                                       | Samantha           |                               |
| 2020              | Woke                                         | Adrienne           |                               |
| 2015 - 2019       | iZombie                                      | Olivia "Liv" Moore | 58 episodios                  |
| 2013 - 2014, 2017 | Once Upon a Time                             | Campanita          | 9 episodios                   |
| 2014              | Play It Again, Dick                          | Joven con Actitud  | 7 episodios                   |
| 2013 - 2014       | Masters of Sex                               | Vivian Scully      | 8 episodios                   |
| 2012              | Cassandra French's Finishing School for Boys | Cassie             | episodio "Pilot"              |
| 2012              | CSI: Crime Scene Investigation               | Bridget Byron      | episodio "Tressed to Kill"    |
| 2011              | Super City                                   | Candice            | 6 episodios                   |
| 2009              | Power Rangers RPM                            | Summer Landsdown   | 32 episodios                  |
| 2009              | Legend of the Seeker                         | Alice              | episodio "Reckoning"          |
| 2007              | Rude Awakenings                              | Constance Short    | 11 episodios                  |
| 2006              | Maddigan's Quest                             | Garland            | 13 episodios                  |
| 2003              | P.E.T. Detectives                            | Genevieve          | episodio "Play It Again Evan" |
| 2002              | Mercy Peak                                   | Gwyneth Couch      | episodio "Cruel to Be Kind"   |
| 1999              | Xena: la princesa guerrera                   | Daphne             | episodio "Little Problems"    |
| 1995              | Hercules: The Legendary Journeys             | Ilea               | 2 episodios                   |

### Teatro
| Año  | Obra           | Personaje         | Director | Teatro                          |
| ---- | -------------- | ----------------- | -------- | ------------------------------- |
| 2010 | That Face      | Izzy              | -        | Silo Theatre Company, Auckland  |
| 2008 | Blood Brothers | Varios Personajes | -        | Peach Theatre Company, Auckland |
| 2003 | Arcadia        | Thomasina Coverly | -        | Titirangi Theatre, Auckland     |

### Otras apariciones
| Año        | Programa | Notas                      |
| ---------- | -------- | -------------------------- |
| 2009, 2010 | Xposé    | episodios # 4.57 & # 4.113 |

## Premios y nominaciones
| Año  | Categoría                                                | Premio                           | Serie/Película        | Resultado |
| ---- | -------------------------------------------------------- | -------------------------------- | --------------------- | --------- |
| 2012 | Outstanding Actress                                      | Golden Nymph Award               | Tangiwai              | Nominada  |
| 2010 | Best NZ Actress                                          | Visa Entertainment Screen Awards | The Lovely Bones      | Ganadora  |
| 2007 | Best Performance y an Actress                            | Air New Zealand Screen Awards    | Maddigan's Quest      | Nominada  |
| 2002 | Best Juvenile Actor/Actress (episodio "Little Problems") | TV Guide NZ Television Awards    | Xena Warrior Princess | Ganadora  |